# Gampel-Bratsch
Gampel-Bratsch (walsertyska: Gampìl-Braatsch) är en kommun i distriktet Leuk i kantonen Valais, Schweiz. Kommunen skapades genom sammanslagningen av kommunerna Gampel och Bratsch den 1 januari 2009. Gampel-Bratsch har 2 167 invånare (2023).